# Mettouh
Mettouh (franska: Mettouh (CR), Mettouh (Commune Rurale), arabiska: شعيبات) är en kommun i Marocko.   Den ligger i provinsen El Jadida och regionen Casablanca-Settat, i den norra delen av landet, 180 km sydväst om huvudstaden Rabat. Antalet invånare är 25 587.